# Enrica Biscossi
Enrica Biscossi (Roma, 18 ottobre 1956) è una costumista italiana.

## Biografia
Diplomata in scenografia all'Accademia di belle arti di Roma, debutta nel 1987 a livello cinematografico, con oltre trenta produzioni cinematografiche e televisive.

## Filmografia

### Cinema
- Mosca addio, regia di Mauro Bolognini (1987)
- Caramelle da uno sconosciuto, regia di Franco Ferrini (1987)
- Gangsters, regia di Massimo Guglielmi (1992)
- L'estate di Bobby Charlton, regia di Massimo Guglielmi (1995)
- Con la voce del cuore, regia di Giancarlo Santi (2000)
- La prima notte della luna, regia di Massimo Guglielmi (2010)
- Il padre di mia figlia (cortometraggio) diretto da Carlo Alberto Biazzi (2016)
- Al di là del mare diretto da Carlo Alberto Biazzi (2022)

### Televisione
- Francesca e Nunziata, regia di Lina Wertmüller (2002)
- Rita da Cascia, regia di Giorgio Capitani (2004)
- Edda, regia di Giorgio Capitani (2005)
- Papa Luciani - Il sorriso di Dio, regia di Giorgio Capitani (2006)
- Il generale Dalla Chiesa, regia di Giorgio Capitani (2007)
- Chiara e Francesco, regia di Fabrizio Costa (2007)
- Paolo VI - Il papa nella tempesta, regia di Fabrizio Costa (2008)
- Puccini, regia di Giorgio Capitani (2009)
- Enrico Mattei - L'uomo che guardava al futuro, regia di Giorgio Capitani (2009)
- Pinocchio, regia di Alberto Sironi (2009)
- Preferisco il paradiso, regia di Giacomo Campiotti (2010)
- Atelier Fontana - Le sorelle della moda, regia di Lucia Zei (2011)
- Maria di Nazaret, regia di Giacomo Campiotti (2012)
- Le mille e una notte - Aladino e Sherazade (One Thousand and One Nights), regia di Marco Pontecorvo (2012)
- Santa Barbara, regia di Carmine Elia (2012)
- Anna Karenina, regia di Christian Duguay (2013)
- La bella e la bestia, regia di Fabrizio Costa (2014)
- La dama velata, regia di Carmine Elia (2015)
- Il sistema, regia di Carmine Elia (2016)
- C'era una volta Studio Uno, regia di Riccardo Donna (2017)
- La lunga notte - La caduta del Duce, regia di Giacomo Campiotti – serie TV (2024)

## Riconoscimenti

### Nastro d'argento
1993 : Candidatura a migliori costumi per Gangsters

### Ciak d'oro
- 1993: Candidatura a migliori costumi per Gangsters